# Paraloid B-48 N
Paraloid B-48 N akrilna je smola, po sastavu butil akrilat i metakrilat metil metakrilat kopolimer. Topiv u acetonu, toluenu i ksilenu, celosolv acetatu,te metil etil ketonu.

## Uporaba u konzerviranju restauriranju
Koristi se kao lak za metale,posebno za bakar,broncu,mjed,željezo, kositar i aluminij.Korišten i kao ljepilo za arheološku keramiku.Prodaje se u zrncima ili kao 45 % otopina u toluenu.Po analizama sadrži i plastifikator ,te sredstvo za poboljšanje adhezije.

## Vanjske poveznice
http://cameo.mfa.org/wiki/Paraloid_B-48N